# Politiken Cup
Politiken Cup – główny turniej szachowego festiwalu Copenhagen Chess Festival, rozgrywanego od 1979 r. w Danii i sponsorowanego przez wydawany w Kopenhadze dziennik Politiken. W dotychczasowej historii tylko raz, w 1983 r., turniej rozegrany został w formule kołowej (w tym również roku odbył się turniej "B"), w pozostałych stosowano system szwajcarski, w przeważającej liczbie na dystansie 10 rund. Liczba uczestników turnieju sukcesywnie rosła, od 22 w pierwszej edycji do ponad 200 w edycjach współczesnych. Wraz ze wzrostem liczebności, wzrastał również prestiż Politiken Cup, aktualnie jest on uważany za jeden z najważniejszych otwartych turniejów w Europie.
Do 2005 r. Politiken Cup rozgrywany był w Kopenhadze, w 2006 r. odbył się w Taastrup, natomiast od 2007 r. organizowany jest w Helsingørze (w tym roku turniej był jednocześnie mistrzostwami krajów nordyckich).

## Dotychczasowi zwycięzcy
| Lp | Rok  | Zwycięzcy                                                                                              | Wynik   |
| -- | ---- | --- | ------- |
| 1  | 1979 | Carsten Høi                                                                                            | 7½ (10) |
| 2  | 1980 | Wasilij Smysłow, Adrian Michalczyszyn                                                                  | 7½ (10) |
| 3  | 1981 | Petyr Welikow, Tom Wedberg, Shaun Taulbut                                                              | 7½ (10) |
| 4  | 1982 | Tom Wedberg                                                                                            | 7½ (10) |
| 5  | 1983 | István Csom, Siergiej Kudrin                                                                           | 5½ (9)  |
| 6  | 1984 | Nick de Firmian, Aleksander Sznapik                                                                    | 7½ (10) |
| 7  | 1985 | Karel Mokrý                                                                                            | 7½ (10) |
| 8  | 1986 | Wasilij Smysłow, Aleksander Czernin, Jewgienij Pigusow, Laszlo Cserna                                  | 7 (10)  |
| 9  | 1987 | Bjørn Brinck-Claussen                                                                                  | 7½ (10) |
| 10 | 1988 | Rafajel Wahanian                                                                                       | 8 (10)  |
| 11 | 1989 | Lars Karlsson, Aleksander Sznapik, Jens Kristiansen                                                    | 7½ (10) |
| 12 | 1990 | Kostiantyn Łerner                                                                                      | 7½ (10) |
| 13 | 1991 | Jurij Dochojan, Jurij Piskow                                                                           | 8 (10)  |
| 14 | 1992 | Siergiej Smagin, Matthew Sadler, John Emms, Awigdor Bychowski                                          | 7½ (10) |
| 15 | 1993 | Igor Chenkin, John Emms, Henrik Danielsen                                                              | 7½ (10) |
| 16 | 1994 | Wałerij Newerow, Michaił Brodski                                                                       | 7½ (10) |
| 17 | 1995 | Lars Bo Hansen                                                                                         | 8 (10)  |
| 18 | 1996 | Wiktor Korcznoj                                                                                        | 8½ (11) |
| 19 | 1997 | Helgi Áss Grétarsson, Carsten Høi, Erling Mortensen, Lars Schandorff                                   | 8½ (11) |
| 20 | 1998 | Hannes Stefánsson, Daniel Gormally, Tiger Hillarp Persson Lars Schandorff, Nikolaj Borge               | 8½ (11) |
| 21 | 1999 | Aleksandr Baburin, Tiger Hillarp Persson                                                               | 8½ (11) |
| 22 | 2000 | Boris Gulko, Lars Bo Hansen, Jonny Hector                                                              | 8½ (11) |
| 23 | 2001 | Michaił Gurewicz, Aleksandr Rustemow, Peter Heine Nielsen Lew Psachis, Nick de Firmian                 | 8½ (11) |
| 24 | 2002 | Siergiej Tiwiakow, Ołeksandr Bielawski, Rubén Felgaer                                                  | 8½ (11) |
| 25 | 2003 | Krishnan Sasikiran                                                                                     | 9 (11)  |
| 26 | 2004 | Darmen Sadwakasow, Leif Johannessen, Nick de Firmian                                                   | 8 (10)  |
| 27 | 2005 | Konstantin Sakajew                                                                                     | 8 (10)  |
| 28 | 2006 | Wadym Małachatko, Nigel Short, Jonny Hector                                                            | 7½ (9)  |
| 29 | 2007 | Michał Krasenkow, Gabriel Sarksjan, Emanuel Berg Nick de Firmian, Władimir Małachow                    | 8 (10)  |
| 30 | 2008 | Siergiej Tiwiakow, Władimir Małachow, Jurij Kuzubow Peter Heine Nielsen, Boris Sawczenko, Jonny Hector | 8 (10)  |
| 31 | 2009 | Parimarjan Negi, Borys Awruch                                                                          | 8½ (10) |
| 32 | 2010 | Pawło Eljanow                                                                                          | 8½ (10) |
| 33 | 2011 | Igor Kurnosow                                                                                          | 8½ (10) |
| 34 | 2012 | Iwan Czeparinow, Ivan Sokolov, Jonny Hector                                                            | 8 (10)  |
| 35 | 2013 | Parimarjan Negi                                                                                        | 9 (10)  |
| 36 | 2014 | Bu Xiangzhi                                                                                            | 9 (10)  |